# Баснет, Танка
Танка Бахадур Баснет (непальск. टंक बस्नेत; англ. Tanka Bahadur Basnet; род. 12 декабря 1990, Катманду) — непальский футболист, полузащитник Дхангадхи.

## Биография
Танка Баснет родился 12 декабря 1990 года в непальском городе Катманду.
Играет в футбол на позиции полузащитника. В 2011—2021 годах выступал за «Непальскую армию» из Катманду. В её составе завоевал в чемпионате Непала две серебряных (2015, 2020) и бронзовую (2013) медаль. В 2021 году перешёл в «Дхангадхи».
В 2012—2014 годах провёл 3 матча за сборную Непала. Дебютный матч сыграл 10 марта 2012 года в Катманду против Мальдивских Островов (0:1) в рамках отборочного турнира чемпионата Азии, выйдя на замену на 58-й минуте.

## Статистика

### Матчи за сборную Непала по футболу
| № | Дата            | Соперник  | Счёт    | Мячи | Соревнование                          |
| 1 | 10 марта 2012   | Мальдивы  | 0:1 (д) | —    | Кубок Азии. Отборочный турнир         |
| 2 | 3 сентября 2013 | Пакистан  | 1:1 (д) | —    | Кубок Футбольной федерации Южной Азии |
| 3 | 11 апреля 2014  | Филиппины | 0:3 (д) | —    | Товарищеский матч                     |

## Достижения

### Командные
Непальская армия
- Серебряный призёр чемпионата Непала (2): 2015, 2020.
- Бронзовый призёр чемпионата Непала (1): 2013.